# Istari
En la ficció de J.R.R. Tolkien, els istari (singular istar; "els savis" en quenya) són un grup de cinc maiar amb aspecte d'home que van arribar a la Terra Mitjana enviats pels vàlar per ajudar els pobles que hi habitaven a combatre el senyor fosc Sàuron. Els homes els anomenaren mags.
Van arribar a la Terra Mitjana al voltant de l'any 1050 de la Tercera Edat, quan el Bosc Verd va caure sota l'ombra i passà a ser conegut com el Bosc Llobregós. Sàuron havia format un nou exèrcit i havia fet de Dol Guldur el seu bastió. Els poders, o els vàlar, havien decidit no intervenir directament a la Terra Mitjana, però sentint-se responsables les accions d'un dels ainur, van enviar els istari per ajudar els pobles de la Terra Mitjana a plantar cara a Sàuron.
Els cinc istari van arribar a la Terra Mitjana sota l'aparença d'homes vells i desposseïts de gran part dels poders que els eren innats com a màiar, ja que la seva missió era ajudar a través de la persuasió i l'encoratjament, no mitjançant la força o el temor. Tot i que el seu cos era d'home a tots els efectes, el seu envelliment era imperceptible i com els elfs, sols podien morir en batalla.
Duien llargues vares, que aparentment estaven vinculades a la seva habilitat de practicar màgia. Els cinc mags van fer llargs viatges a través de la Terra Mitjana i van rebre molts noms en les diferents llengües dels seus habitants:
| Color | Oestron (anglès antic¹)              | Quenya                                             | Sindarin                  | Altres noms                                                                                 |
| --- | ------------------------------------ | -------------------------------------------------- | ------------------------- | ------------------------------------------------------------------------------------------- |
| Blanc | Sàruman (Searu-man: home hàbil)      | Curumo (home hàbil)                                | Curunir (home hàbil)      | A la comarca: Xarquiu (assimilació de Sharku: home vell en òrquic), Sàruman de Molts Colors |
| Gris | Gàndalf (Wand-elf: elf ² de la vara) | Olórin (somniador3)                                | Mithràndir (pelegrí gris) | Entre els nans: Tharkûn (Khuzdul: "home de la vara"), al sud: Incánus, Corb de Tempesta     |
| Bru | -                                    | Aiwendul (amic dels ocells)                        | -                         | Ràdagast (nom de significat desconegut en una llengua dels homes de les valls de l'Ànduin)  |
| Blaus | -4                                   | Alatar (el que ve després) i Pallando (el distant) | -                         | -                                                                                           |
| 1: En les obres de Tolkien, totes les paraules en la llengua comuna o oestron son traduïdes a l'anglès. 2: Per la seva saviesa i extrema longevitat, els homes del nord equiparaven Gàndalf amb un elf. 3: Els somnis entre els elfs solien ser clars i profètics. El significat no literal d'Olórin seria "aquell que veu el futur clarament" 4: Els mags blaus no van rebre noms coneguts en les llengües dels elfs o els dúnedain, ja que de seguida van viatjar cap a l'est i no hi tingueren contacte. |                                      |                                                    |                           |                                                                                             |